# Nissan Almera
Nissan Almera — название нескольких автомобилей японской компании Nissan, выпускающихся с 1995 года. Первые два поколения модели (N15, N16) выпускались для европейского рынка в Великобритании с 1995 по 2006 год. С 2006 по 2012 год в Россию и Украину поставлялись под брендом Nissan Almera Classic автомобили Renault Samsung SM3. С 2011 года выпускается модель B-сегмента N17, которая в Америке известна как Versa, а в Японии — Latio. В 2012 году в России было организовано производство под названием Almera автомобиля Nissan Sylphy G11, продолжавшееся до 2018 года. С 2019 года выпускается седан поколения N18.

## Первое поколение (N15)
Первое поколение (N15) было представлено в Японии в январе 1995 года под названием Nissan Pulsar. В сентябре на Франкфуртском автосалоне состоялась презентация европейской версии. Отличались японская и европейская версии только вариантами отделки и гаммой бензиновых двигателей. В 1998 году модель прошла рестайлинг, в результате которого были изменены передний бампер и пороги, а на спойлере появился стоп-сигнал. Радио-антенна была перенесена с передней части крыши назад. На версии GTi фары и указатели поворота стали украшаться чёрным контуром.
Автомобиль оснащался бензиновыми двигателями объёмами 1,4 литра GA14DE (87 л. с.) и 1,6 литра GA16DE (99 л. с.), а также дизельным мотором объёмом 2,0 литра CD20 (75 л. с.). Через год после начала производства на трёхдверную модификацию стал устанавливаться 2,0-литровый бензиновый GTi-двигатель SR20DE (143 л. с.). Что касается оснащения, то в базовой комплектации на автомобиль устанавливались гидроусилитель руля, подушка безопасности водителя, зеркала заднего вида с электроприводом и стереосистема.

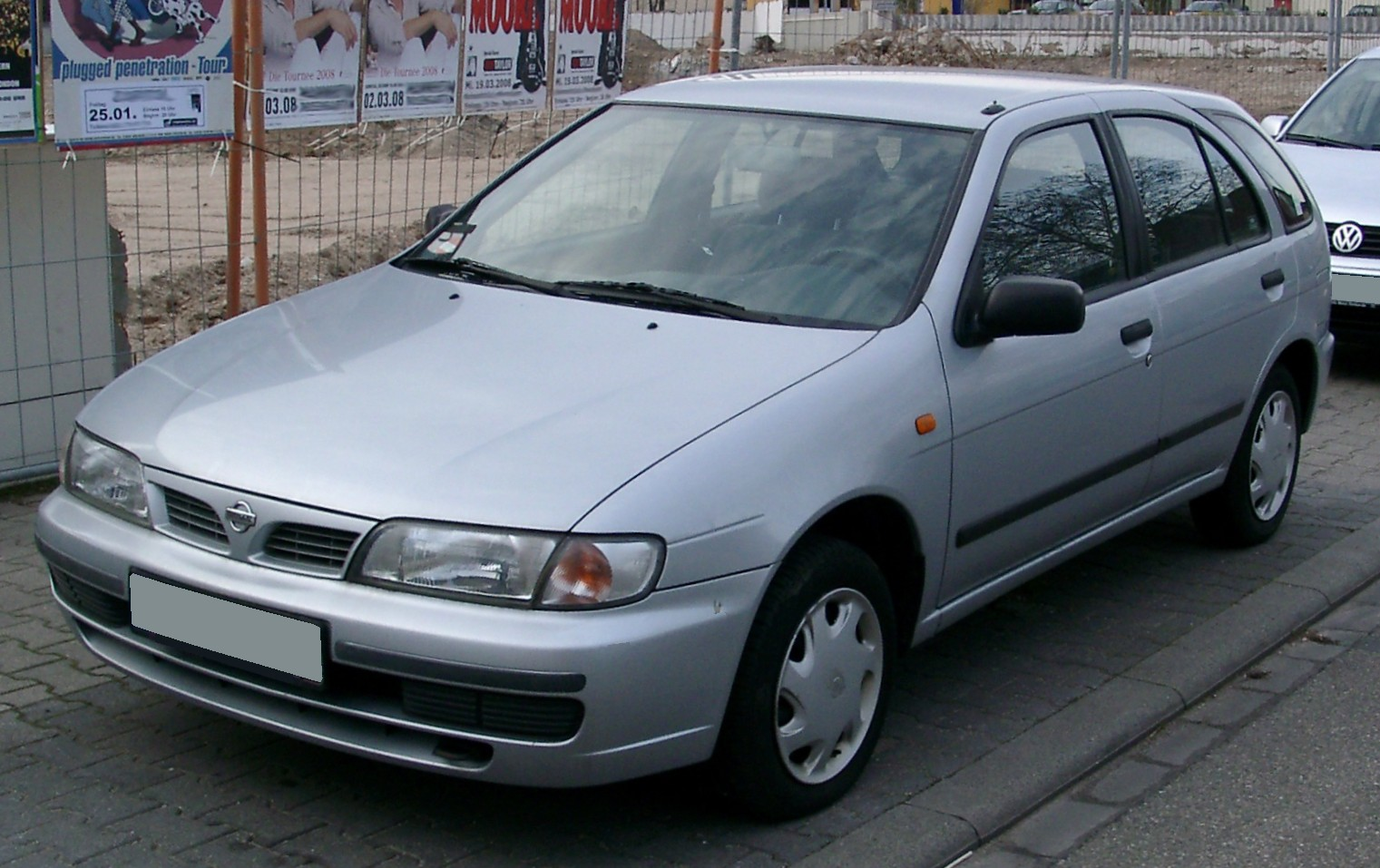
Модель первого поколения в кузове пятидверный хетчбэк
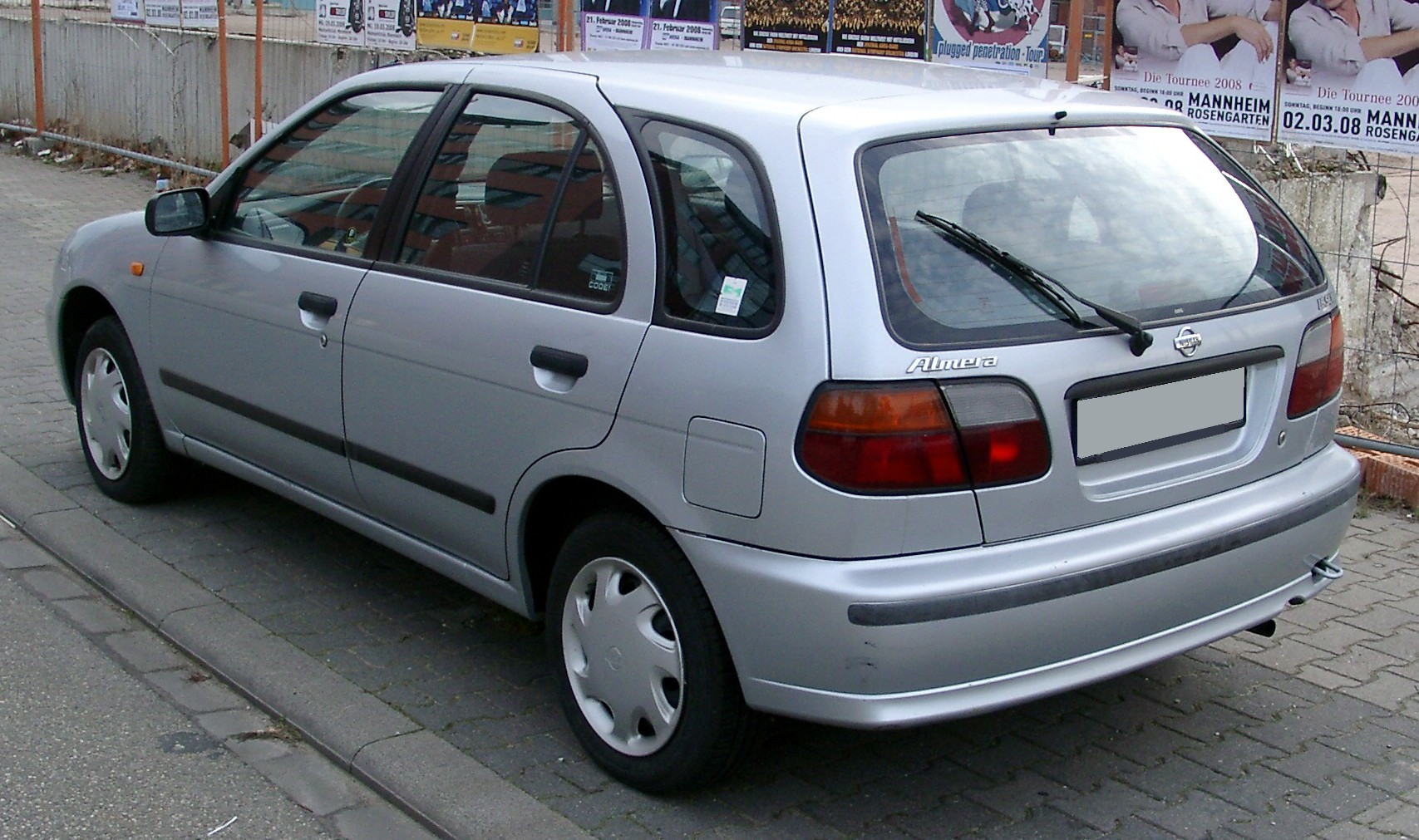
Вид сзади
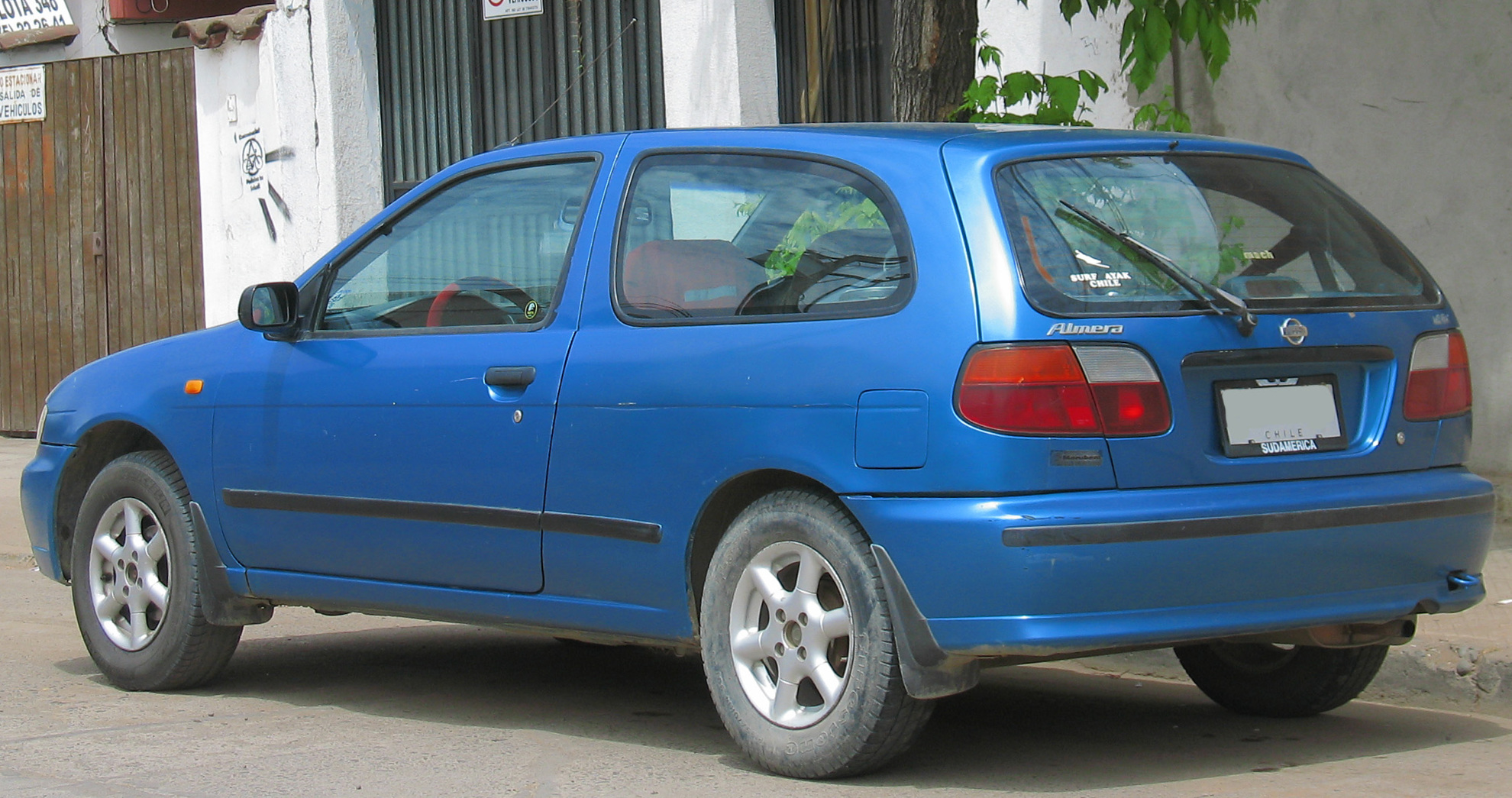
Трёхдверный хетчбэк
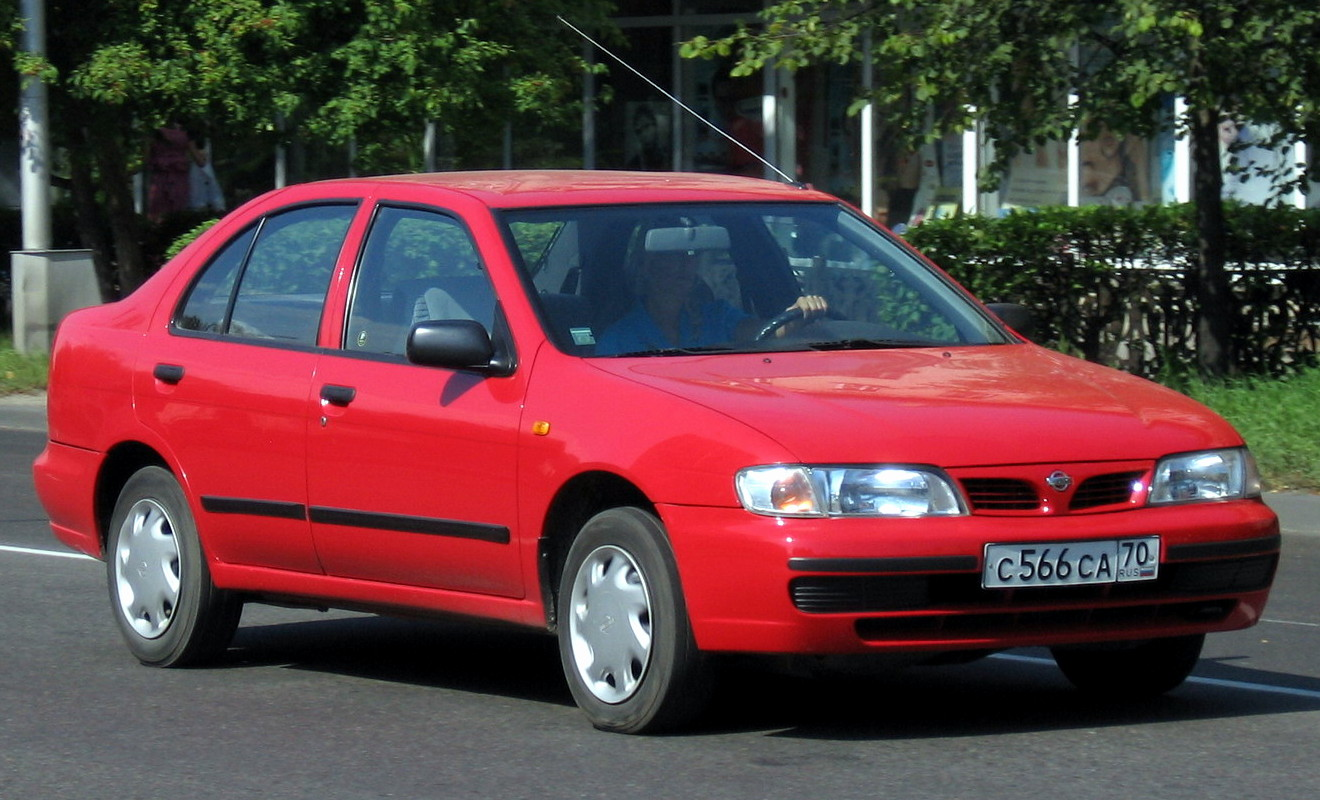
Седан

## Второе поколение (N16)
Впервые второе поколение Almera, получившее код кузова N16, было представлено на Франкфуртском автосалоне в сентябре 1999 года. Производство в Великобритании стартовало в 2000 году. В 2002 году был проведён рестайлинг, в результате которого автомобиль получил новые фары, передний бампер, а также 1,5-литровый дизельный двигатель. Производство завершилось в августе 2006 года.
На машины этого поколения устанавливались бензиновые двигатели Nissan QG объёмом 1,5 и 1,8 литра, турбодизели с прямым впрыском YD22DDT объёмом 2,2 литра и Common Rail — YD22DDTi. Автоматические коробки передач устанавливались на модели с объёмом двигателя 1,8 литра. На японском внутреннем рынке модель выпускалась под именем Bluebird Sylphy, в Сингапуре — под именем Nissan Sunny.

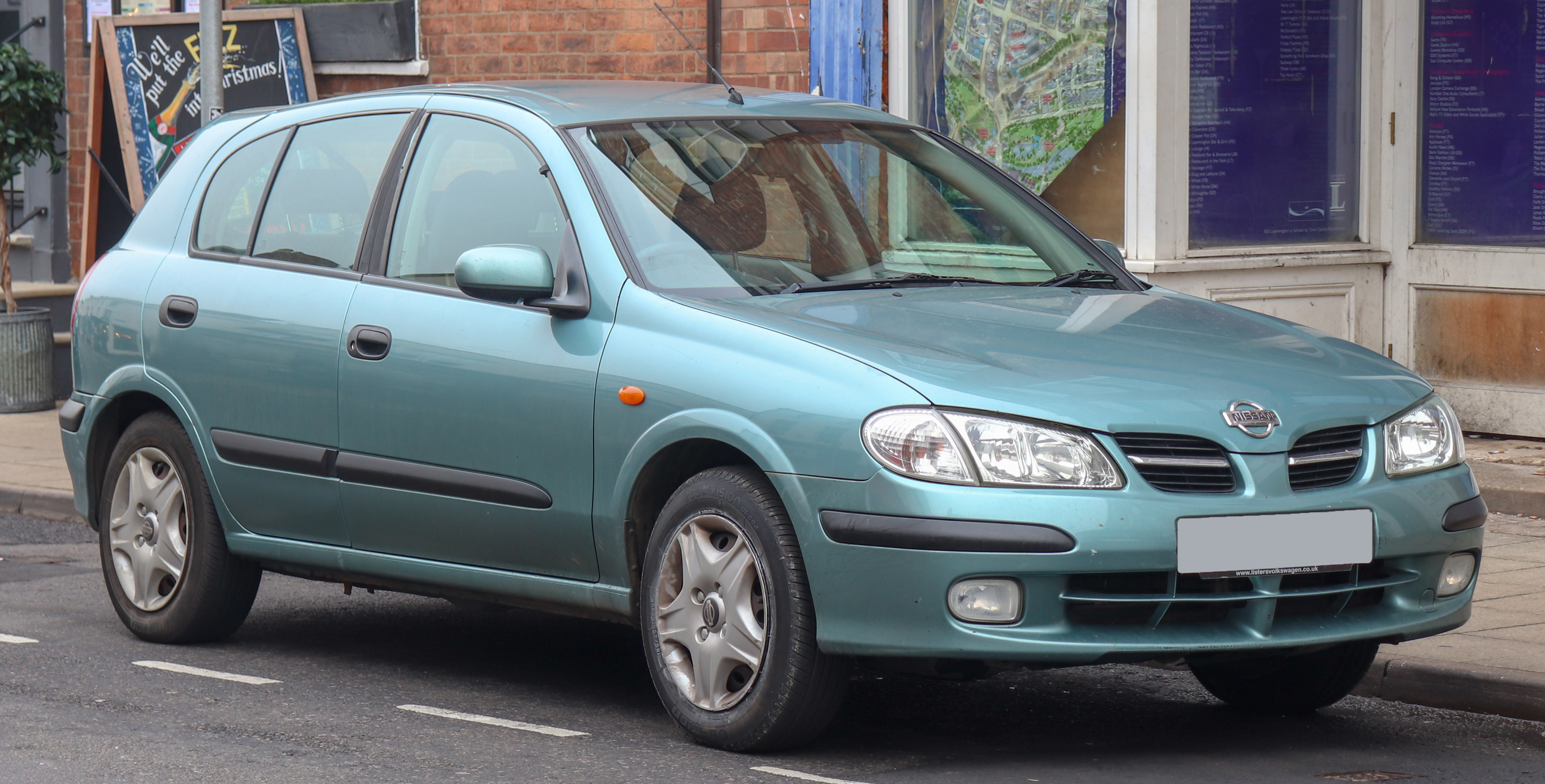
Модель в кузове пятидверный хетчбэк
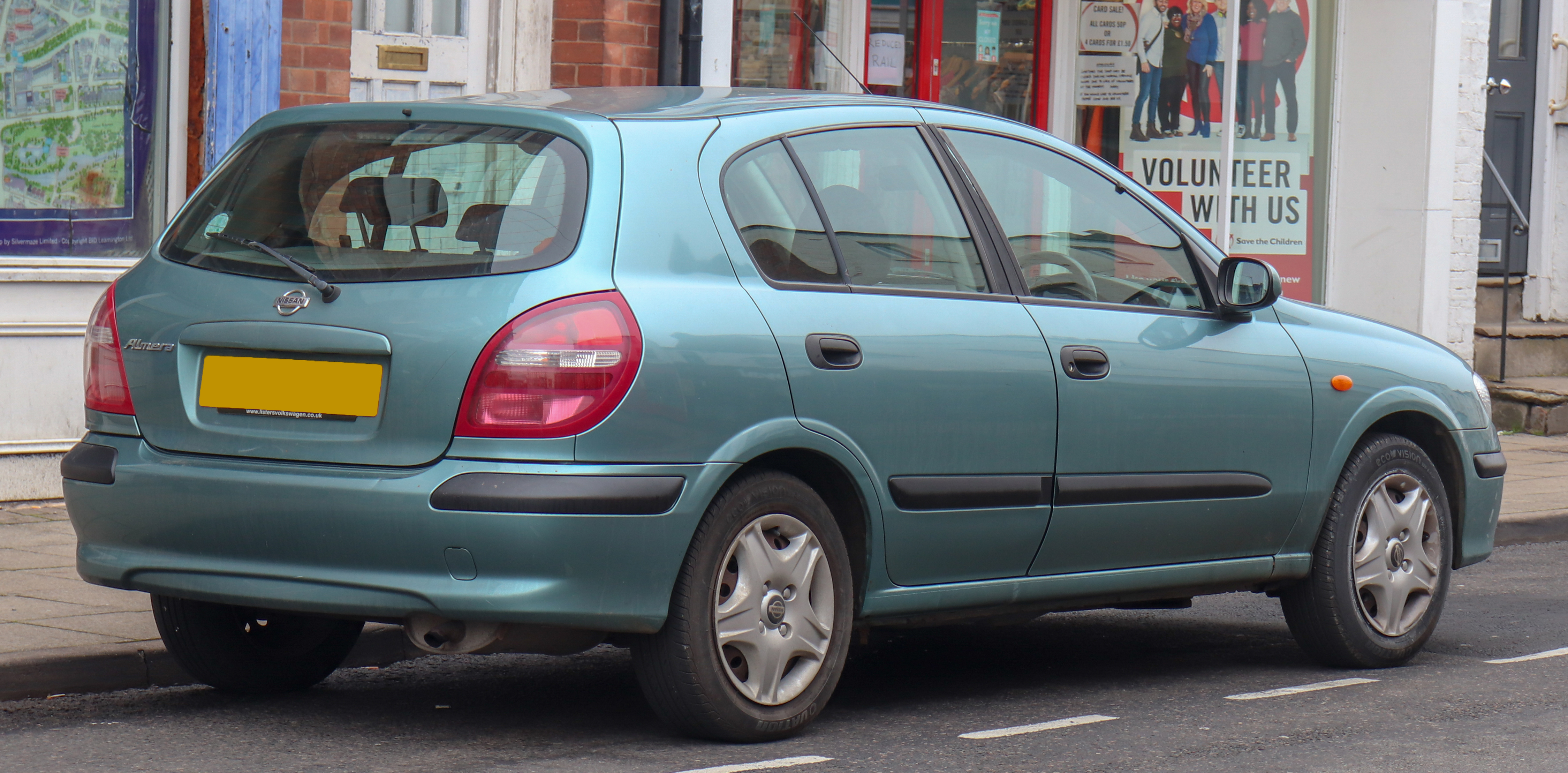
Вид сзади
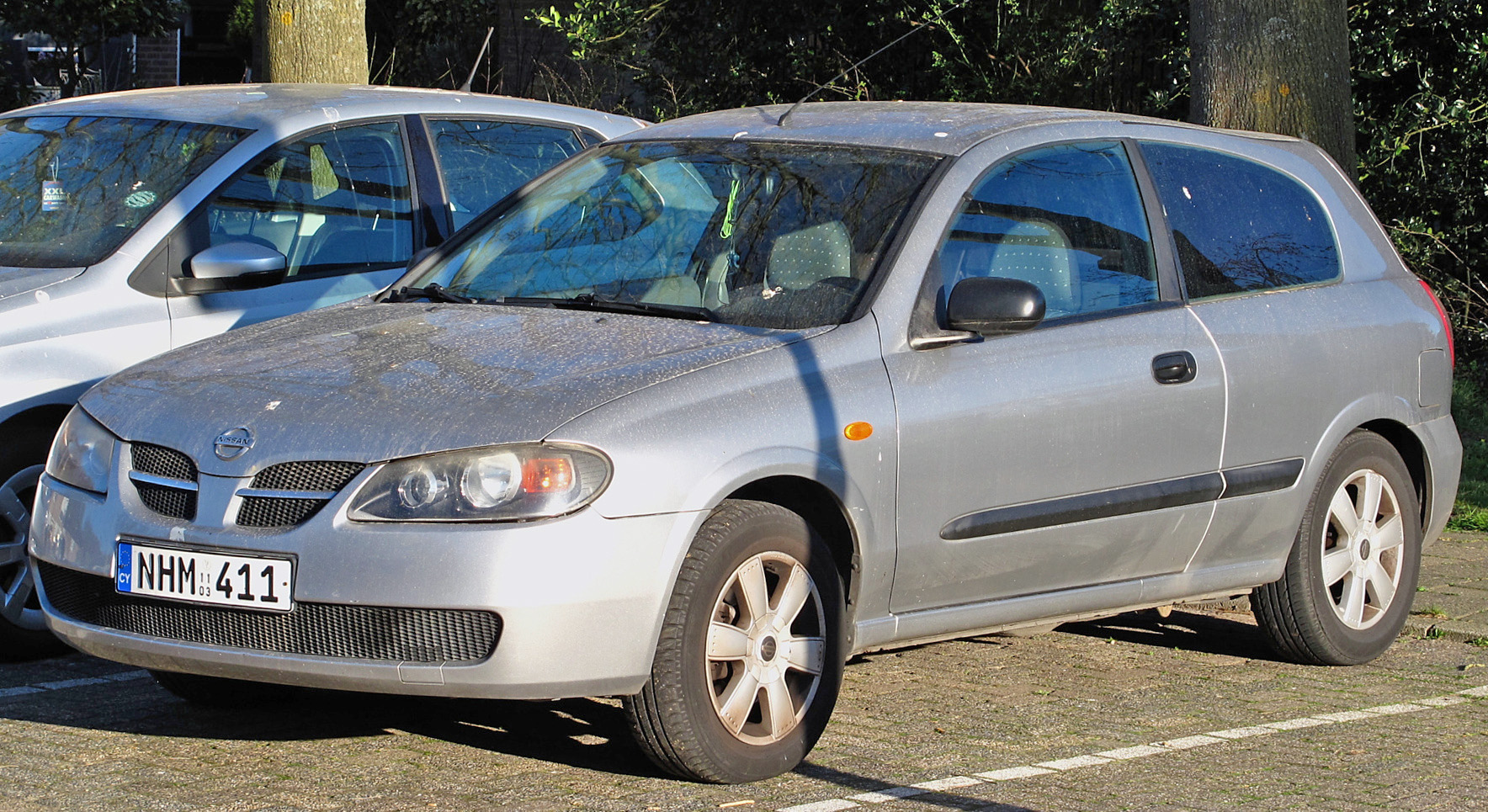
Трёхдверный хетчбэк
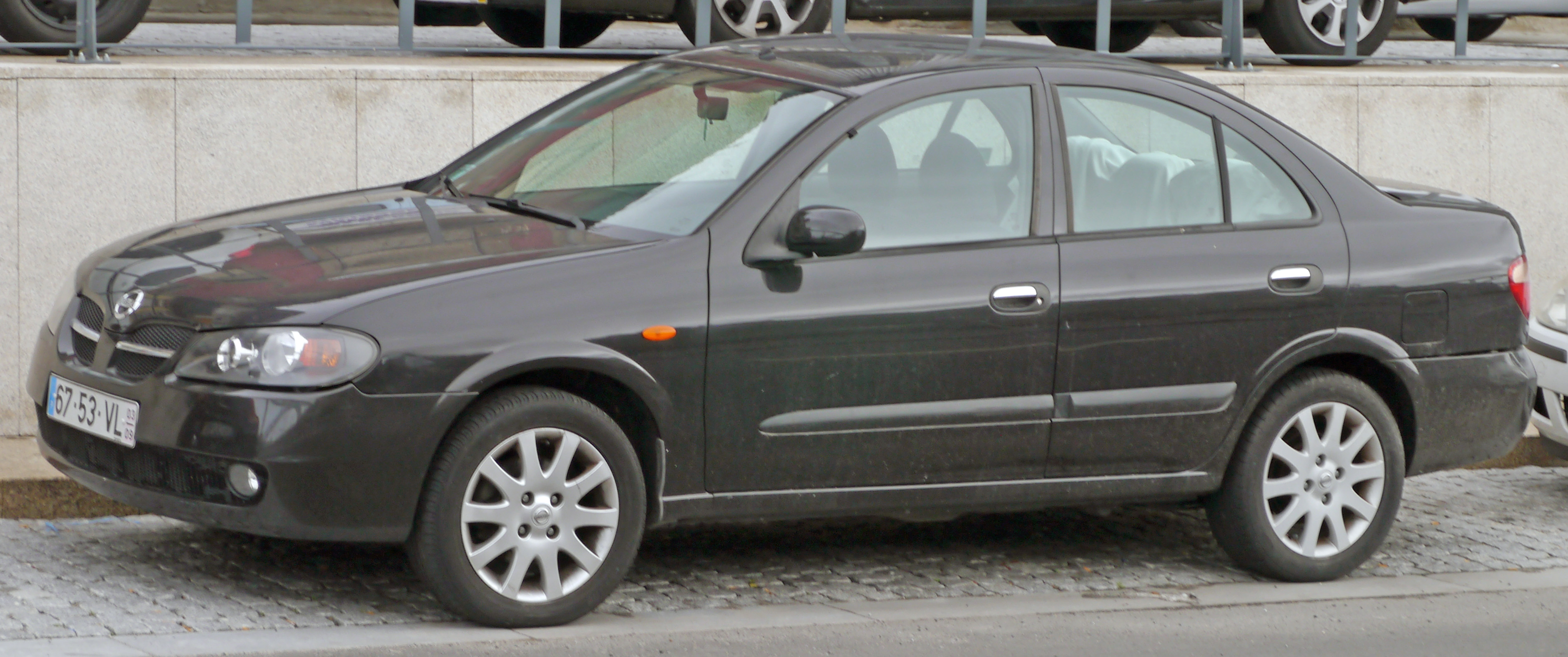
Седан

## Третье поколение (N17)
Впервые третье поколение было представлено в декабре 2010 года на Международной автомобильной выставке в Китае, где автомобиль получил название Nissan Sunny. Продажи новой модели стартовали в январе 2011 года. В апреле 2011 года на Нью-Йоркском автосалоне была представлена модель для американских рынков, получившая имя Versa. В октябре 2011 года начался экспорт автомобилей из Таиланда в Сингапур, а продажи стартовали в феврале 2012 года по цене от 91 300 до 98 300 долларов. В декабре 2011 года было объявлено о том, что модель появится в Австралии. Продажи стартовали в августе 2012 года по цене от 16 990 до 20 990 долларов.
В апреле 2014 года на Нью-Йоркском автосалоне была представлена рестайлинговая версия модели. Almera получил обновлённый передний и задний бампер, решётку радиатора и фары. В интерьере появилась новая центральная консоль, изменилось рулевое колесо и панель приборов.

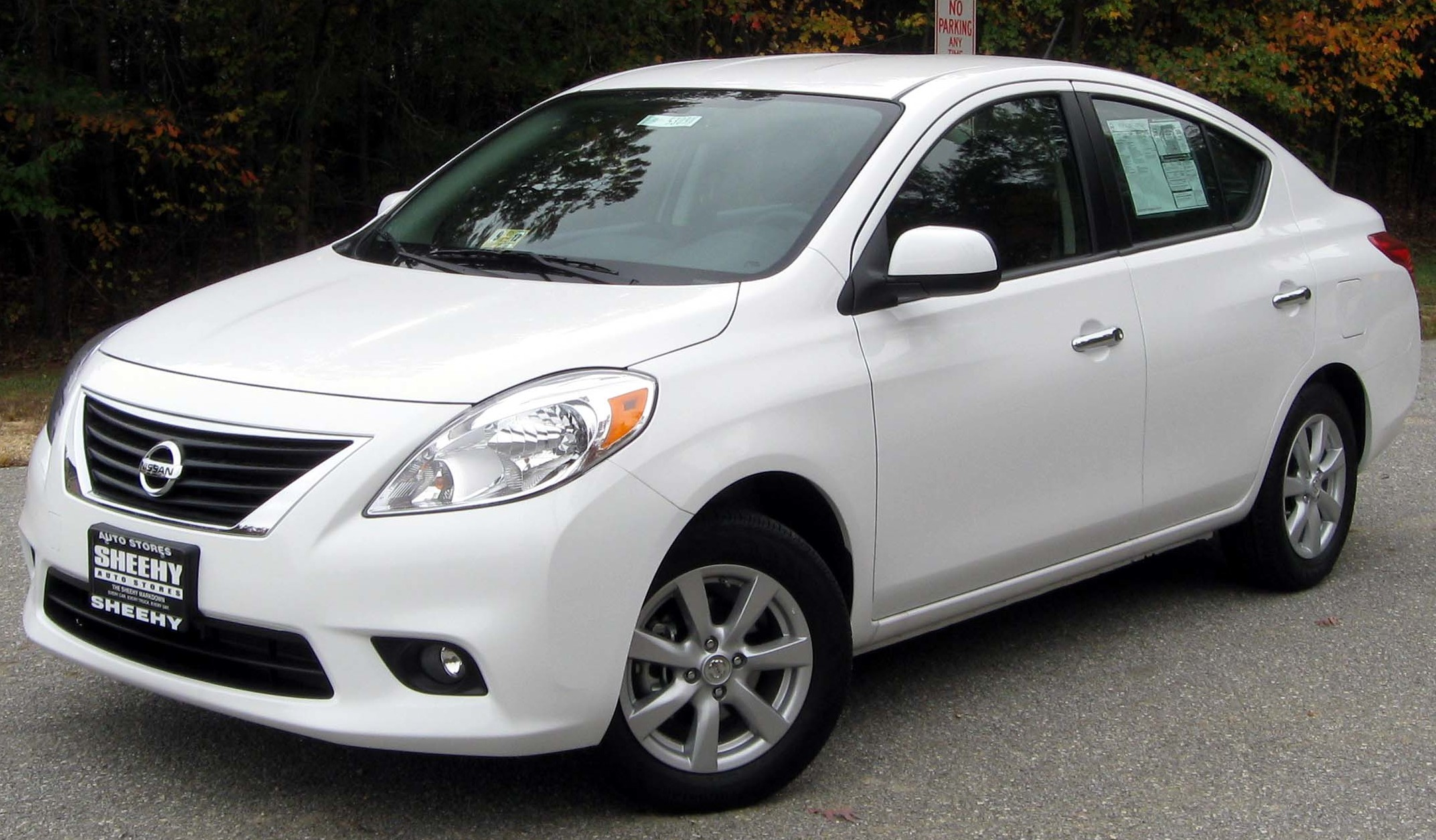
Модель третьего поколения для рынка США под названием Versa
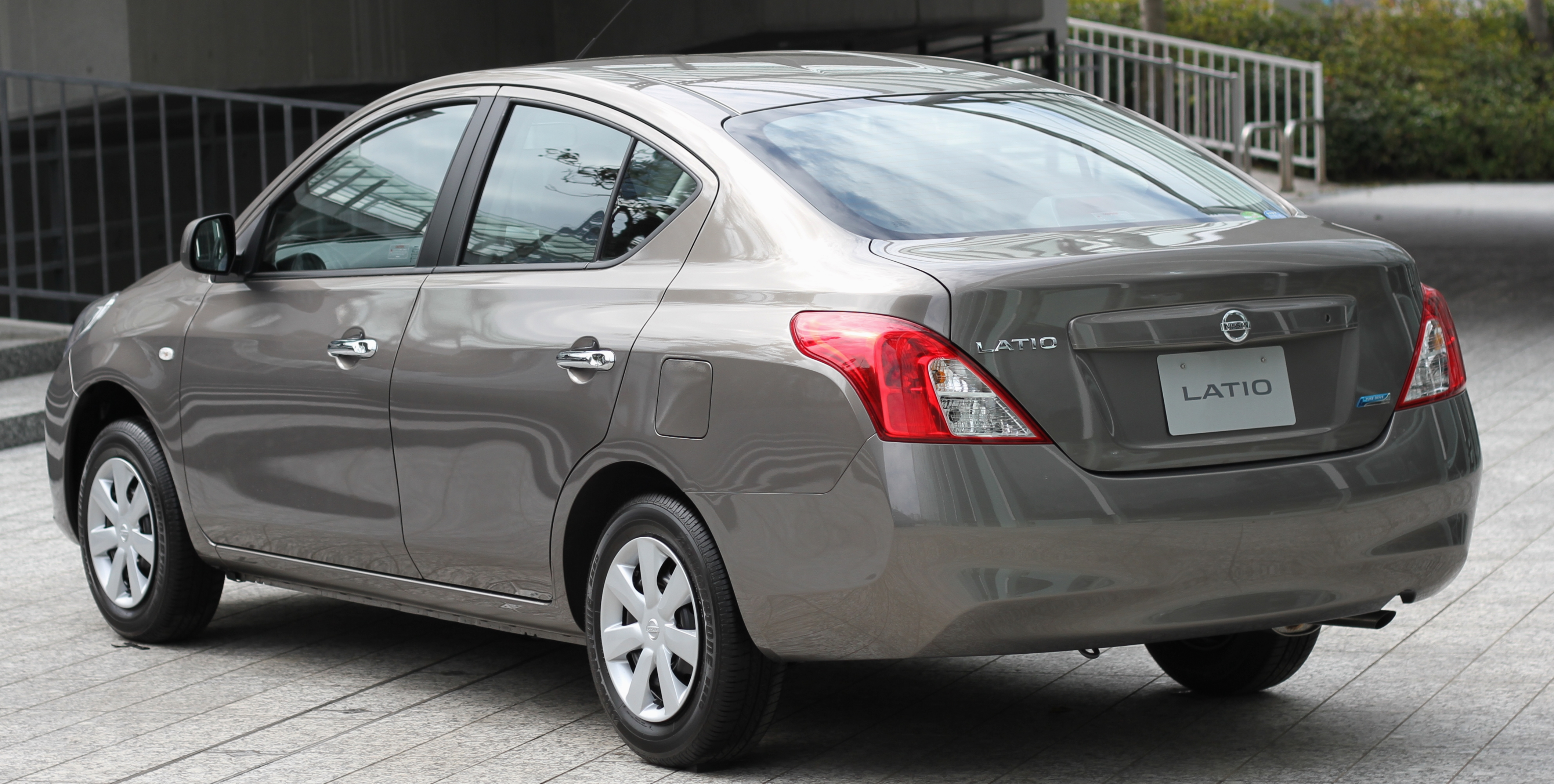
Вид сзади (Latio)
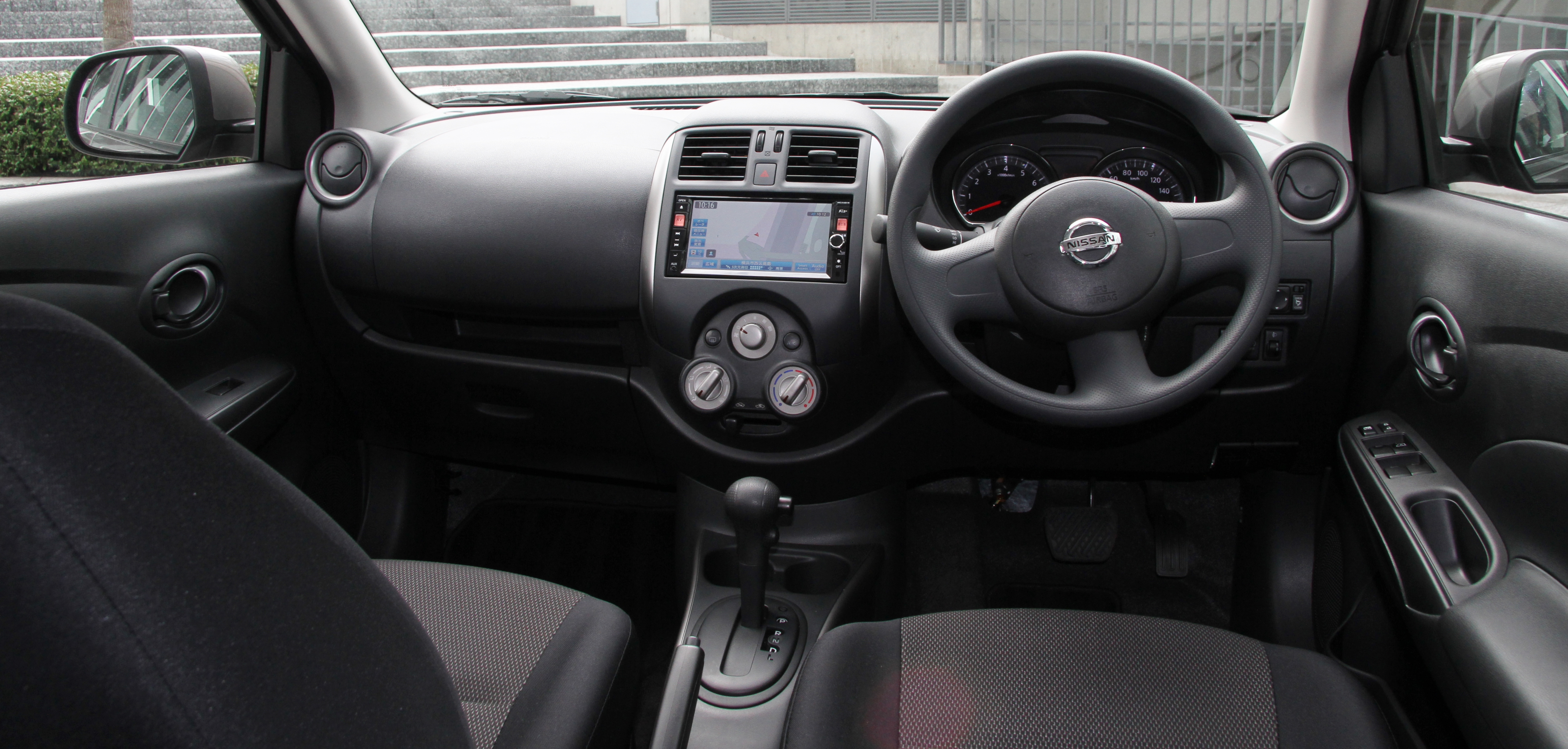
Интерьер

## Четвёртое поколение (N18)
Презентация модели четвёртого поколения состоялась весной 2019 года, на этот раз первой стала американская модификация, сохранившая имя Versa. Автомобиль получил полностью новый экстерьер, при этом платформа в целом осталась той же. Цена модели на старте продаж начиналась от 14 730 долларов. В ноябре была представлена версия для рынков АСЕАН. Отличия между американской и азиатской версиями, помимо названия, заключаются в гамме двигателей: Versa комплектуется 1,6-литровым атмосферным бензиновым мотором мощностью 122 л. с., а азиатская Almera — литровым двигателем с турбонаддувом мощностью 100 л.с.

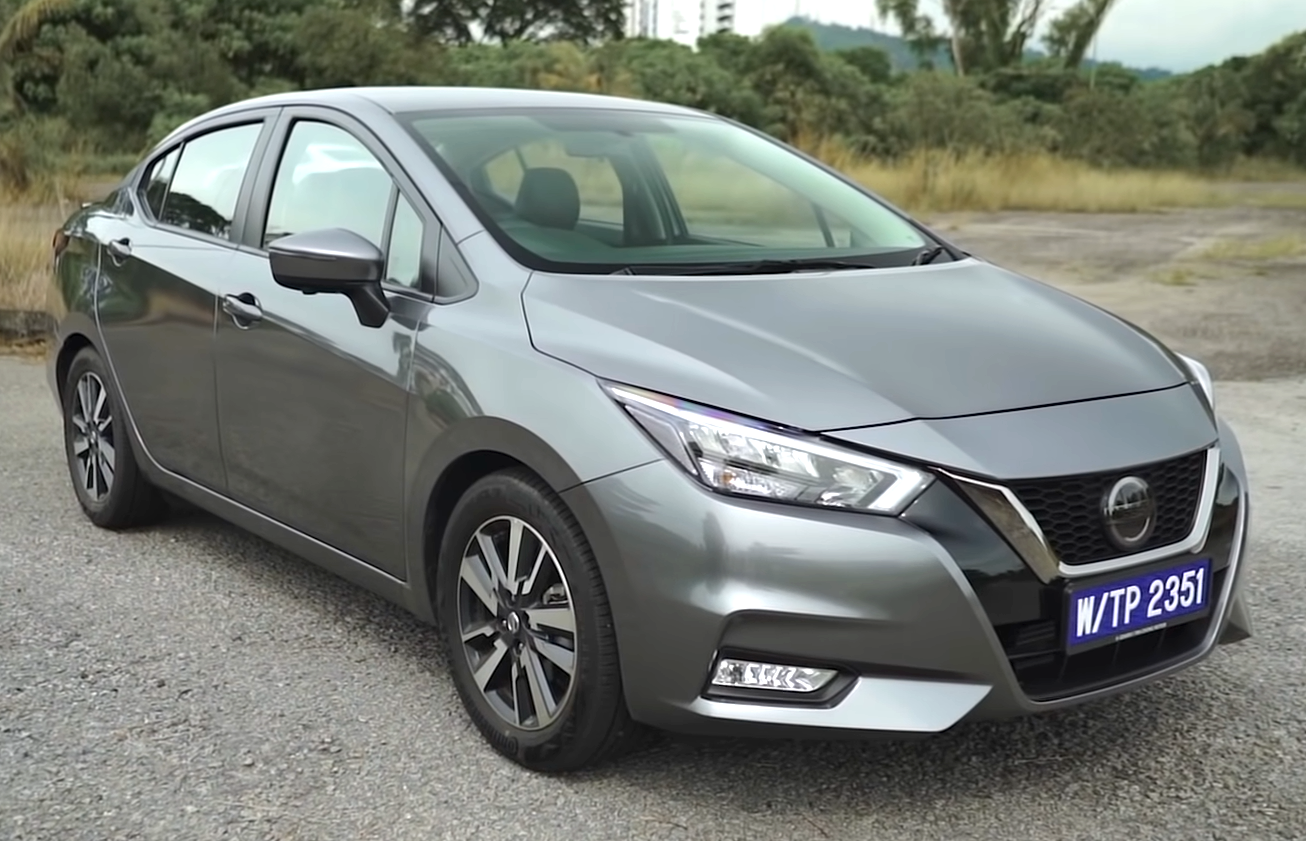
Модель четвёртого поколения
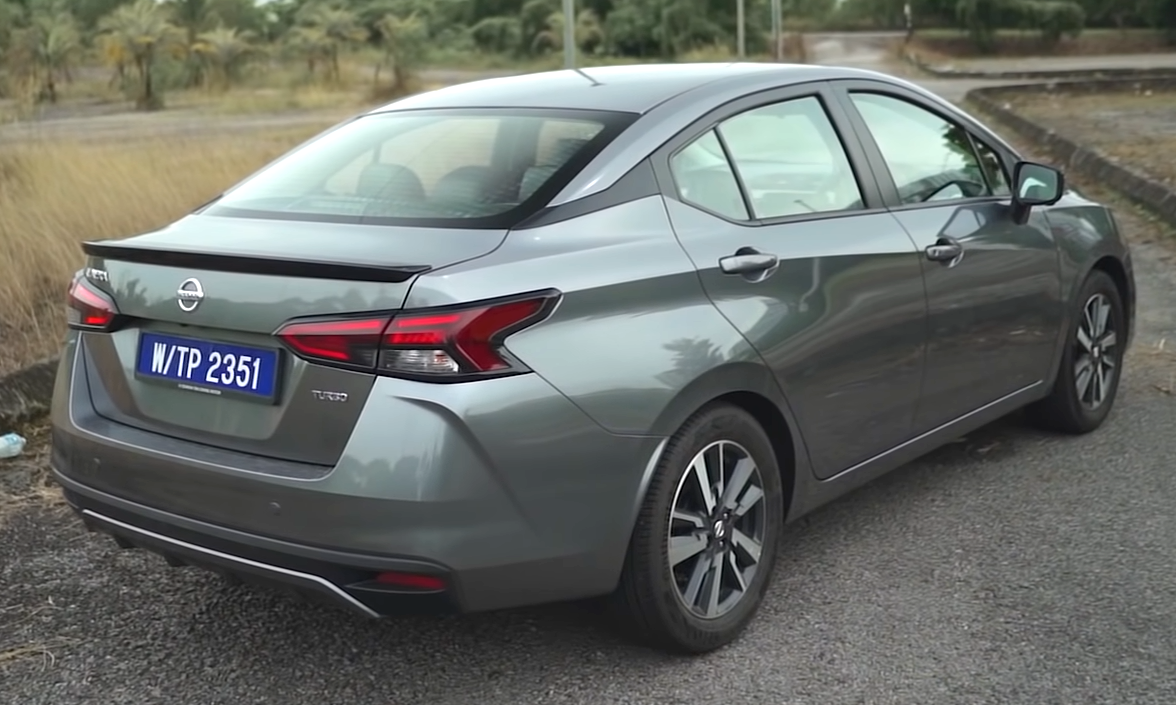
Вид сзади
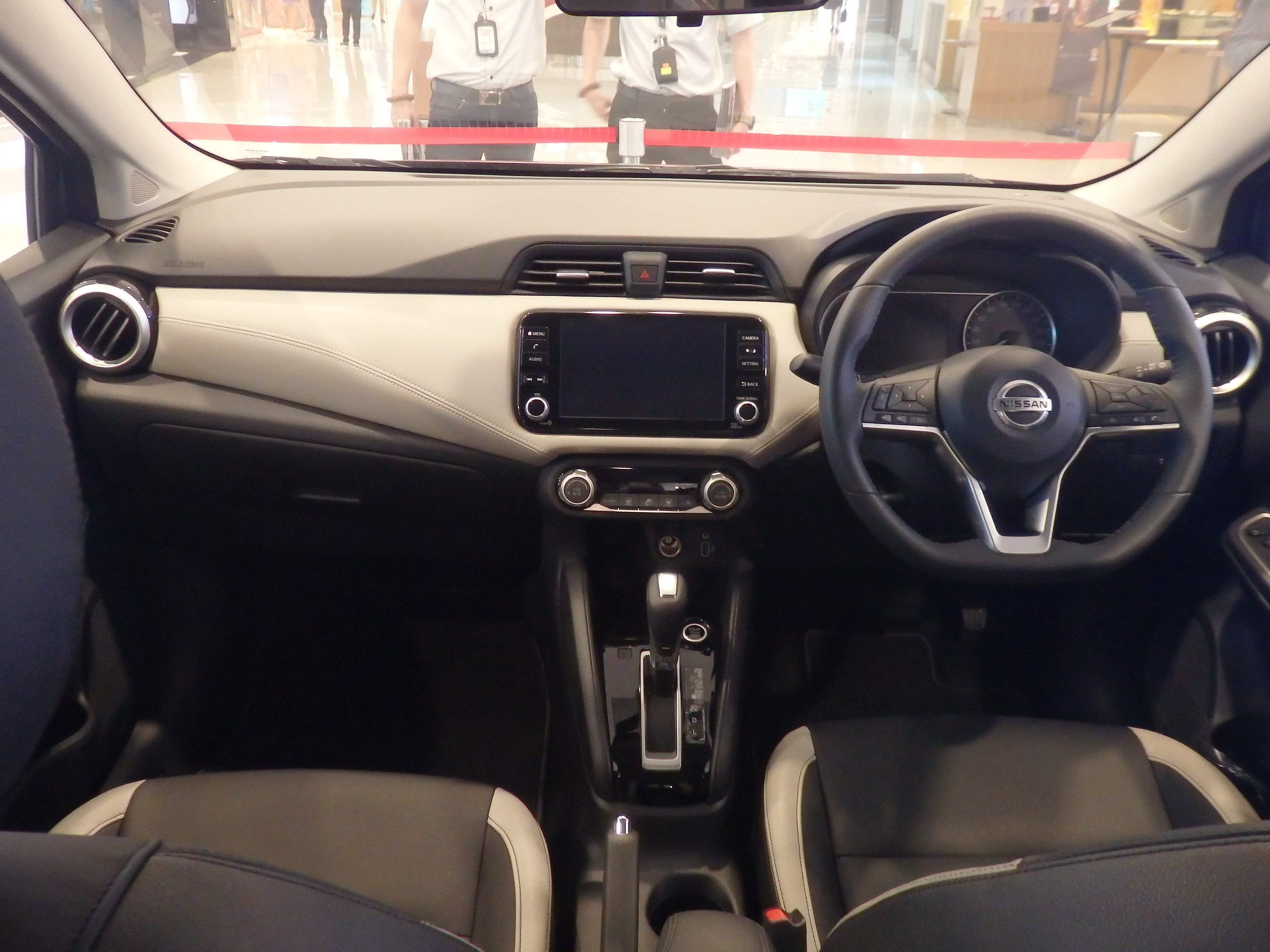
Интерьер

## Иные автомобили

### Almera Classic (B10)

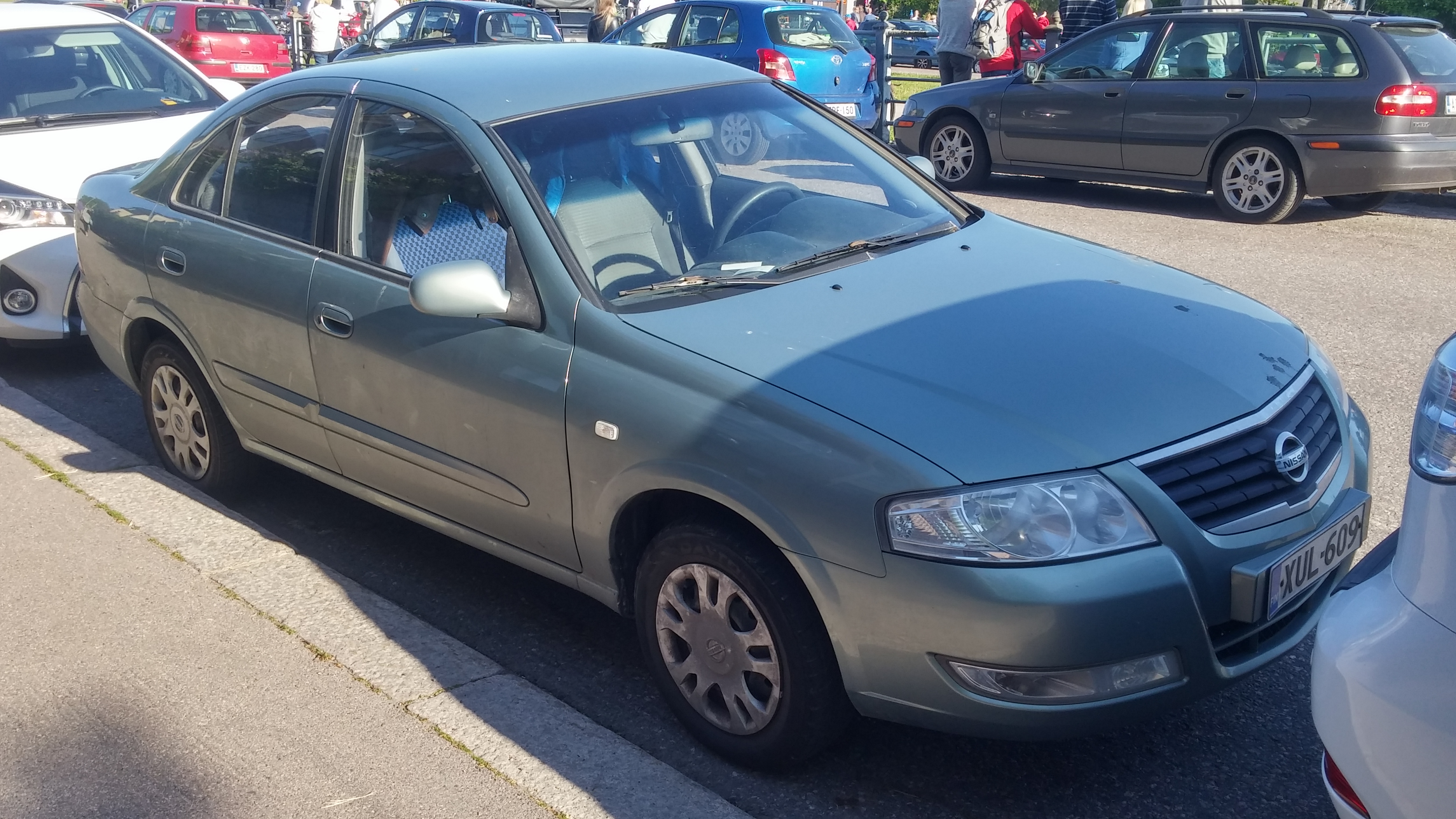
Nissan Almera Classic

В 2002 году компания Renault Samsung Motors начала производство седана Renault Samsung SM3. Автомобиль базируется на платформе седана Almera второго поколения. С апреля 2006 года автомобиль стали продавать в России и Украине под названием Almera Classic.

### Almera для российского рынка (G15[17])

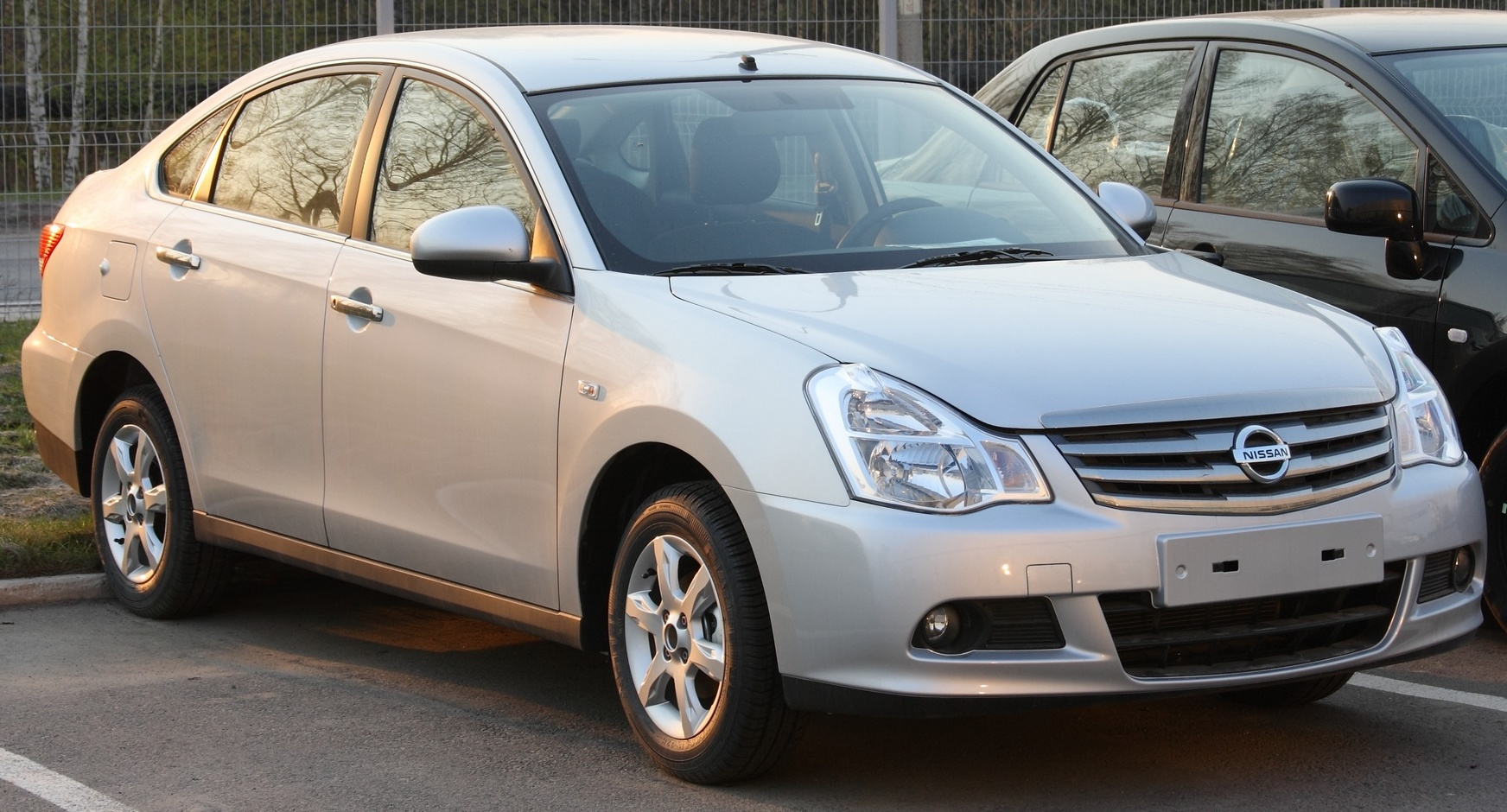
Nissan Almera сборки «АвтоВАЗа»

В июне 2012 года Альянс Renault Nissan начал в России на заводе АВТОВАЗ в городе Тольятти тестовую сборку автомобилей Nissan Almera четвёртого поколения. Автомобиль построен на платформе B0 и имеет кузов от Nissan G11 с незначительными внешними изменениями; это привело к тому, что в ряде СМИ появились ошибочные сведения о тождественности данных автомобилей. На премьере новинки, прошедшей в августе 2012 года в Москве, представители Nissan объявляли, что в ноябре запланировано серийное производство, а в начале 2013 года начнётся продажа автомобилей.. Но в сентябре 2012 года было объявлено о переносе старта продаж на весну 2013 года. Серийное производство Nissan Almera стартовало на АвтоВАЗе 11 декабря 2012 года. В феврале и марте 2014 года Almera стала наиболее популярной из всех легковых моделей Nissan и вошла в топ-25 самых продаваемых в России автомобилей по версии комитета АЕВ. 1 августа 2018 года было объявлено о прекращении серийного производства в октябре того же года.
На автомобиль устанавливались бензиновые моторы Renault серии К4М, получившие широкое распространение, объёмом 1,6 л. с двумя распредвалами без фазовозвращателей и шестнадцатью клапанами, мощностью 102 л. с. В качестве привода газораспределительного механизма на данном моторе серии К4М применен зубчатый ремень. Седан Nissan Almera G11 выпускался как с механической пятиступенчатой коробкой переключения передач, так и с четырёхступенчатой автоматической коробкой передач DP2.